# Rosales, Jalisco
Rosales är en ort i Mexiko.   Den ligger i kommunen Jesús María och delstaten Jalisco, i den centrala delen av landet, 300 km väster om huvudstaden Mexico City. Rosales ligger 2 166 meter över havet och antalet invånare är 143.
Terrängen runt Rosales är platt åt nordväst, men åt sydost är den kuperad. Runt Rosales är det ganska glesbefolkat, med 28 invånare per kvadratkilometer. Närmaste större samhälle är Degollado, 16,3 km söder om Rosales. I omgivningarna runt Rosales växer huvudsakligen savannskog.